# Aviston
Aviston és una població dels Estats Units a l'estat d'Illinois. Segons el cens del 2009 tenia 1718 habitants.

## Demografia
Segons el cens del 2000, Aviston tenia 1.231 habitants, 456 habitatges, i 336 famílies. La densitat de població era de 432,1 habitants/km².
Dels 456 habitatges en un 37,9% hi vivien nens de menys de 18 anys, en un 59,6% hi vivien parelles casades, en un 10,7% dones solteres, i en un 26,1% no eren unitats familiars. En el 23,2% dels habitatges hi vivien persones soles el 9,9% de les quals corresponia a persones de 65 anys o més que vivien soles. El nombre mitjà de persones vivint en cada habitatge era de 2,54 i el nombre mitjà de persones que vivien en cada família era de 2,99.
Per edats la població es repartia de la següent manera: un 24,7% tenia menys de 18 anys, un 8,3% entre 18 i 24, un 31,8% entre 25 i 44, un 17,4% de 45 a 60 i un 17,8% 65 anys o més.
L'edat mediana era de 36 anys. Per cada 100 dones de 18 o més anys hi havia 86,5 homes.
La renda mediana per habitatge era de 47.917 $ i la renda mediana per família de 58.375 $. Els homes tenien una renda mediana de 37.768 $ mentre que les dones 26.518 $. La renda per capita de la població era de 20.395 $. Aproximadament el 3,5% de les famílies i el 2,8% de la població estaven per davall del llindar de pobresa.

## Poblacions properes
El següent diagrama mostra les poblacions més properes.